# 3985 Raybatson
3985 Raybatson este un asteroid din centura principală, descoperit pe 12 februarie 1985 de Carolyn Shoemaker.